# Yellowwood
Yellowwood, med det latinske navn Podocarpus latifolius (også kaldet Bredbladet Yellowwood eller Ægte Yellowwood) er et stort stedsegrønt træ med en højde på op til 35 m og en diameter på op til 3 m. Træet er i sydtaks-familien (Podocarpus). 
Træet hører hjemme i den sydlige og østlige del af Sydafrika, især i de kystnære egne som fx Garden Route i Western Cape-provinsen og i KwaZulu-Natal og så langt nord på som til det østlige Limpopo. Yellowwood er udnævnt til Sydafrikas nationaltræ.
Løvet er linseformet med en længde på op til 25–40 mm på udvoksede træer, lidt længere (100 mm) på helt unge træer. Træets bær-lignende frugter er op til 11 mm i diameter og har en kulør i skalaen fra pink til mørkerød.
Træet er langsomtvoksende og dets ved er hårdt som hos taks. Det er velegnet til møbelfremstilling og til brug i byggeriet.
På grund af overfældning er træet i dag beskyttet og kun en lille del bliver fældet.

## Links
- Træet som statssymbol